# Colibrí ermità menut
El colibrí ermità menut (Phaethornis longuemareus) és una espècie d'ocell de la família dels troquílids (Trochilidae) que habita el sotabosc dels boscos del nord-est de Veneçuela, illa de Trinitat i les Guaianes.